# Tournoi de tennis de Marbella
L'Open de Marbella (Andalousie, Espagne) est un tournoi international de tennis professionnel féminin du WTA Tour et masculin du circuit professionnel ATP.
Le tournoi masculin a eu lieu en 1985 puis en 1996 et 1997. Il était joué sur terre battue en extérieur. En 1998, il est remplacé par l'Open de Majorque.
Le tournoi féminin s'est tenu de 2009 à 2011. Il disparait ensuite pour revenir lors de la saison 2022.
Après plusieurs années en catégorie Challenger, l'ATP décide en avril 2021 de réintégrer le tournoi en catégorie ATP 250 en raison de la pandémie de Covid-19 qui a bouleversé le calendrier initial. Le tournoi se dispute sur terre battue au Club de Tennis Puente Romano.

## Palmarès dames

### Simple
| No | Date       | Nom et lieu du tournoi                | Catégorie      | Dotation       | Surface        | Vainqueure        | Finaliste            | Score          |                |
| -- | ---------- | ------------------------------------- | -------------- | -------------- | -------------- | ----------------- | -------------------- | -------------- | -------------- |
| 1  | 06-04-2009 | Andalucia Tennis Experience, Marbella | Intern'l       | 500 000 $      | Terre (ext.)   | Jelena Janković   | Carla Suárez Navarro | 6-3, 3-6, 6-3  | Tableau        |
| 2  | 05-04-2010 | Andalucia Tennis Experience, Marbella | Intern'l       | 220 000 $      | Terre (ext.)   | Flavia Pennetta   | Carla Suárez Navarro | 6-2, 4-6, 6-3  | Tableau        |
| 3  | 04-04-2011 | Andalucia Tennis Experience, Marbella | Intern'l       | 220 000 $      | Terre (ext.)   | Victoria Azarenka | Irina-Camelia Begu   | 6-3, 6-2       | Tableau        |
|    | 2012-2021  | Pas de tournoi                        | Pas de tournoi | Pas de tournoi | Pas de tournoi | Pas de tournoi    | Pas de tournoi       | Pas de tournoi | Pas de tournoi |
| 4  | 28-03-2022 | AnyTech 365 Andalucia Open, Marbella  | WTA 125        | 115000 $ $     | Terre (ext.)   | Mayar Sherif      | Tamara Korpatsch     | 7-61, 6-4      | Tableau        |

### Double
| No | Date       | Nom et lieu du tournoi               | Catégorie      | Dotation       | Surface        | Vainqueures                                   | Finalistes                           | Score            |                |
| -- | ---------- | ------------------------------------ | -------------- | -------------- | -------------- | --------------------------------------------- | ------------------------------------ | ---------------- | -------------- |
| 1  | 06-04-2009 | Andalucia Tennis Experience Marbella | Intern'l       | 500 000 $      | Terre (ext.)   | Klaudia Jans Alicja Rosolska                  | Anabel Medina Virginia Ruano Pascual | 6-3, 6-3         | Tableau        |
| 2  | 05-04-2010 | Andalucia Tennis Experience Marbella | Intern'l       | 220 000 $      | Terre (ext.)   | Sara Errani Roberta Vinci                     | Maria Kondratieva Yaroslava Shvedova | 6-4, 6-2         | Tableau        |
| 3  | 04-04-2011 | Andalucia Tennis Experience Marbella | Intern'l       | 220 000 $      | Terre (ext.)   | Nuria Llagostera Vives Arantxa Parra Santonja | Sara Errani Roberta Vinci            | 3-6, 6-4, [10-5] | Tableau        |
|    | 2012-2021  | Pas de tournoi                       | Pas de tournoi | Pas de tournoi | Pas de tournoi | Pas de tournoi                                | Pas de tournoi                       | Pas de tournoi   | Pas de tournoi |
| 4  | 28-03-2022 | AnyTech 365 Andalucia Open Marbella  | WTA 125        | 115000 $ $     | Terre (ext.)   | Irina Bara Ekaterine Gorgodze                 | Vivian Heisen Katarzyna Kawa         | 6-4, 3-6, [10-6] | Tableau        |

## Palmarès messieurs

### Simple
| No    | Date       | Nom et lieu du tournoi                    | Catégorie      | Dotation       | Surface        | Vainqueur           | Finaliste               | Score          |                |
| ----- | ---------- | ----------------------------------------- | -------------- | -------------- | -------------- | ------------------- | ----------------------- | -------------- | -------------- |
| 1     | 22-04-1985 | , Marbella                                |                | 100 000 $      | Terre (ext.)   | Horacio de la Peña  | Lawson Duncan           | 6-0, 6-3       |                |
|       | 1986-1995  | Pas de tournoi                            | Pas de tournoi | Pas de tournoi | Pas de tournoi | Pas de tournoi      | Pas de tournoi          | Pas de tournoi | Pas de tournoi |
| 2     | 30-09-1996 | Marbella Open, Marbella                   | World Series   | 303 000 $      | Terre (ext.)   | Marc-Kevin Goellner | Àlex Corretja           | 7-64, 7-62     |                |
| 3     | 08-09-1997 | Marbella Open, Marbella                   | World Series   | 303 000 $      | Terre (ext.)   | Albert Costa        | Alberto Berasategui     | 6-3, 6-2       |                |
|       | 1998-2011  | Pas de tournoi                            | Pas de tournoi | Pas de tournoi | Pas de tournoi | Pas de tournoi      | Pas de tournoi          | Pas de tournoi | Pas de tournoi |
| (I)   | 12-11-2012 | I Marbella Open, Marbella                 | Challenger     | 30 000 € +H    | Terre (ext.)   | Albert Montañés     | Daniel Muñoz de la Nava | 3-6, 6-2, 6-3  |                |
|       | 2013-2017  | Pas de tournoi                            | Pas de tournoi | Pas de tournoi | Pas de tournoi | Pas de tournoi      | Pas de tournoi          | Pas de tournoi | Pas de tournoi |
| (II)  | 26-03-2018 | Casino Admiral Trophy, Marbella           | Challenger     | 43 000 € +H    | Terre (ext.)   | Stefano Travaglia   | Guido Andreozzi         | 6-3, 6-3       |                |
| (III) | 25-03-2019 | Casino Admiral Trophy, Marbella           | Challenger     | 46 600 €       | Terre (ext.)   | Pablo Andújar       | Benoît Paire            | 4-6, 7-66, 6-4 |                |
| (IV)  | 26-10-2020 | AnyTech365 Marbella Tennis Open, Marbella | Challenger     | 44 820 €       | Terre (ext.)   | Pedro Martínez      | Jaume Munar             | 7-64, 6-2      |                |
| (V)   | 29-03-2021 | AnyTech365 Marbella Tennis Open, Marbella | Challenger     | 44 820 €       | Terre (ext.)   | Gianluca Mager      | Jaume Munar             | 2-6, 6-3, 6-2  |                |
| 4     | 04-04-2021 | AnyTech365 Andalucia Open, Marbella       | ATP 250        | 255 500 €      | Terre (ext.)   | Pablo Carreño Busta | Jaume Munar             | 6-1, 2-6, 6-4  | Tableau        |
| (VI)  | 28-03-2022 | AnyTech365 Andalucia Open, Marbella       | Challenger     | 134 920 €      | Terre (ext.)   | Jaume Munar         | Pedro Cachín            | 6-2, 6-2       |                |

### Double
| No    | Date       | Nom et lieu du tournoi                    | Catégorie      | Dotation       | Surface        | Vainqueurs                       | Finalistes                             | Score             |                |
| ----- | ---------- | ----------------------------------------- | -------------- | -------------- | -------------- | -------------------------------- | -------------------------------------- | ----------------- | -------------- |
| 1     | 22-04-1985 | , Marbella                                |                | 100 000 $      | Terre (ext.)   | Andrés Gómez Cássio Motta        | Loïc Courteau Michiel Schapers         | 6-1, 6-1          |                |
|       | 1986-1995  | Pas de tournoi                            | Pas de tournoi | Pas de tournoi | Pas de tournoi | Pas de tournoi                   | Pas de tournoi                         | Pas de tournoi    | Pas de tournoi |
| 2     | 30-09-1996 | Marbella Open, Marbella                   | World Series   | 303 000 $      | Terre (ext.)   | Andrew Kratzmann Jack Waite      | Pablo Albano Lucas Arnold Ker          | 6-7, 6-3, 6-4     |                |
| 3     | 08-09-1997 | Marbella Open, Marbella                   | World Series   | 303 000 $      | Terre (ext.)   | Karim Alami Julián Alonso        | Alberto Berasategui Jordi Burillo      | 4-6, 6-3, 6-0     |                |
|       | 1998-2011  | Pas de tournoi                            | Pas de tournoi | Pas de tournoi | Pas de tournoi | Pas de tournoi                   | Pas de tournoi                         | Pas de tournoi    | Pas de tournoi |
| (I)   | 12-11-2012 | I Marbella Open, Marbella                 | Challenger     | 30 000 € +H    | Terre (ext.)   | Andrey Kuznetsov Javier Martí    | Emilio Benfele Álvarez Adelchi Virgili | 6-3, 6-3          |                |
|       | 2013-2017  | Pas de tournoi                            | Pas de tournoi | Pas de tournoi | Pas de tournoi | Pas de tournoi                   | Pas de tournoi                         | Pas de tournoi    | Pas de tournoi |
| (II)  | 26-03-2018 | Casino Admiral Trophy, Marbella           | Challenger     | 43 000 € +H    | Terre (ext.)   | Guido Andreozzi Ariel Behar      | Martin Kližan Jozef Kovalík            | 6-3, 6-4          |                |
| (III) | 25-03-2019 | Casino Admiral Trophy, Marbella           | Challenger     | 46 600 €       | Terre (ext.)   | Kevin Krawietz Andreas Mies      | Sander Gillé Joran Vliegen             | 7-66, 2-6, [10-6] |                |
| (IV)  | 26-10-2020 | AnyTech365 Marbella Tennis Open, Marbella | Challenger     | 44 820 €       | Terre (ext.)   | Gerard Granollers Pedro Martínez | Luis David Martínez Fernando Romboli   | 6-3, 6-4          |                |
| (V)   | 29-03-2021 | AnyTech365 Marbella Tennis Open, Marbella | Challenger     | 44 820 €       | Terre (ext.)   | Dominic Inglot Matt Reid         | Romain Arneodo Hugo Nys                | 1-6, 6-3, [10-6]  |                |
| 4     | 04-04-2021 | AnyTech365 Andalucia Open, Marbella       | ATP 250        | 255 500 €      | Terre (ext.)   | Ariel Behar Gonzalo Escobar      | Tomislav Brkić Nikola Čačić            | 6-2, 6-4          | Tableau        |
| (VI)  | 28-03-2022 | AnyTech365 Andalucia Open, Marbella       | Challenger     | 134 920 €      | Terre (ext.)   | Roman Jebavý Philipp Oswald      | Hugo Nys Jan Zieliński                 | 7-66, 3-6, [10-3] |                |